# Lloyds Banking Group
Lloyds Banking Group plc je britská finanční instituce, která vznikla akvizicí HBOS společností Lloyds TSB v roce 2009. Je jednou z největších britských organizací poskytujících finanční služby, má 30 milionů zákazníků a 65 000 zaměstnanců. Historie bankovní skupiny se datuje k založení Bank of Scotland skotským parlamentem v roce 1695.
Sídlo skupiny se nachází na ulici Gresham Street 25 v londýnské čtvrti City, zatímco její sídlo je na The Mound v Edinburghu. Dále provozuje centrály v Birminghamu, Bristolu, West Yorkshiru a Glasgow. Skupina má také rozsáhlé zahraniční aktivity v USA, Evropě, na Středním východě a v Asii. Její ústředí pro podnikání v Evropské unii se nachází v Berlíně.
Podniká pod řadou značek, včetně Lloyds Bank, Halifax, Bank of Scotland a Scottish Widows. Bývalý generální ředitel António Horta-Osório řekl časopisu The Banker: „Různé značky zachováme, protože zákazníci jsou z hlediska přístupu velmi odlišní“.
Bankovní skupina Lloyds je kótována na Londýnské burze cenných papírů (LSE) a je součástí indexu FTSE 100. Její tržní kapitalizace k 1. prosinci 2020 činila přibližně 27,1 miliardy liber (čímž byla 19. největší ze všech společností kótovaných na LSE) a má sekundární kotaci na newyorské burze NYSE.